# Torneo Argentino A 2004-05
El Torneo Argentino A 2004-05 fue la décima edición de este torneo, correspondiente a la tercera división del fútbol argentino.
El torneo consagró campeón a Ben Hur, que obtuvo el ascenso. Por su parte, el subcampeón Aldosivi, logró imponerse en la promoción y obtuvo también el ascenso.

## Formato
El Torneo Argentino A edición 2004/05 constó de dos campeonatos (Apertura y Clausura) con un formato de 20 equipos, divididos en 4 zonas de 5 equipos. Cada equipo se enfrentaba con los otros de su zona, y el equipo que no tenía rival se enfrentaba con el equipo libre de la zona más cercana, de tal modo que se enfrentaban equipos de las zonas "Centro" y "Norte" y equipos de las zonas "Cuyo" y "Sur". Estos encuentros también sumaban en la tabla del grupo, y cada equipo jugaba contra cada rival dos veces, una de local y otra de visitante.
Una vez que finalizaban las 10 fechas, los dos mejores equipos de la tabla de grupo avanzaban a la siguiente ronda, mientras que el tercero y el cuarto pasaban a jugar la Reválida. En la segunda ronda, se enfrentaban los 8 mejores equipos, por cercanía geográfica, en series de ida y vuelta a eliminación directa, resultando finalmente un campeón. Los eliminados pasaban también a Reválida, donde jugaban series de ida y vuelta por eliminación directa hasta tener un ganador de esa zona.
Una vez finalizado el Apertura y el Clausura, se jugó la final del torneo, entre ambos campeones, donde el equipo que ganó obtuvo el ascenso directo. El perdedor jugó una final contra el ganador de una serie entre los ganadores de ambas Reválidas para definir quién disputaba la promoción contra un equipo del Nacional B.
Los últimos de cada grupo se enfrentaron entre sí. Los perdedores descendieron al Torneo Argentino B, mientras que los dos ganadores jugaron el encuentro de promoción contra equipos del Torneo Argentino B.

## Equipos participantes

### Distribución geográfica
| Región                    | Equipos |
| ------------------------- | ------- |
| Provincia de Buenos Aires | 4       |
| Provincia del Chubut      | 1       |
| Provincia de Córdoba      | 1       |
| Provincia de Entre Ríos   | 1       |
| Provincia de Jujuy        | 1       |
| Provincia de Mendoza      | 2       |
| Provincia de Misiones     | 1       |
| Provincia de Río Negro    | 1       |
| Provincia de Salta        | 1       |
| Provincia de San Juan     | 1       |
| Provincia de San Luis     | 1       |
| Provincia de Santa Fe     | 2       |
| Provincia de Tucumán      | 3       |
| Total                     | 20      |

### Equipos
Equipos participantes:

#### Zona A (Norte)
| Equipo                             | Ciudad                | Provincia | Liga de Origen          |
| ---------------------------------- | --------------------- | --------- | ----------------------- |
| Club Atlético Tucumán              | San Miguel de Tucumán | Tucumán   | Liga Tucumana de Fútbol |
| Club Atlético Talleres             | Perico                | Jujuy     | Liga Jujeña de Fútbol   |
| Club Atlético Ñuñorco              | Monteros              | Tucumán   | Liga Tucumana de Fútbol |
| Club de Gimnasia y Tiro            | Ciudad de Salta       | Salta     | Liga Salteña de Fútbol  |
| Club Social y Deportivo La Florida | La Florida            | Tucumán   | Liga Tucumana de Fútbol |

#### Zona B (Cuyo)
| Equipo                                     | Ciudad        | Provincia | Liga de Origen            |
| ------------------------------------------ | ------------- | --------- | ------------------------- |
| Asociación Atlético Luján de Cuyo          | Luján de Cuyo | Mendoza   | Liga Mendocina de Fútbol  |
| Club Sportivo Desamparados                 | San Juan      | San Juan  | Liga Sanjuanina de fútbol |
| Club Atlético General Paz Juniors          | Córdoba       | Córdoba   | Liga Cordobesa de Fútbol  |
| Club Atlético Juventud Unida Universitario | San Luis      | San Luis  | Liga Sanluiseña de fútbol |
| Club Sportivo Independiente Rivadavia      | Mendoza       | Mendoza   | Liga Mendocina de Fútbol  |

#### Zona C (Centro)
| Equipo                     | Ciudad                 | Provincia    | Liga de Origen                           |
| -------------------------- | ---------------------- | ------------ | ---------------------------------------- |
| Club Sportivo Ben Hur      | Rafaela                | Santa Fe     | Liga Rafaelina de fútbol                 |
| Club Atlético Douglas Haig | Pergamino              | Buenos Aires | Liga de fútbol Pergamino                 |
| Club Atlético Candelaria   | Candelaria             | Misiones     | Liga Posadeña de fútbol                  |
| Club Gimnasia y Esgrima    | Concepción del Uruguay | Entre Ríos   | Liga de fútbol de Concepción del Uruguay |
| Club Atlético Unión        | Sunchales              | Santa Fe     | Liga Rafaelina de fútbol                 |

#### Zona D (Sur)
| Equipo                                 | Ciudad        | Provincia    | Liga de Origen                  |
| -------------------------------------- | ------------- | ------------ | ------------------------------- |
| Club Cipolletti                        | Cipolletti    | Río Negro    | Liga Deportiva Confluencia      |
| Club Atlético Aldosivi                 | Mar del Plata | Buenos Aires | Liga Marplatense de fútbol      |
| Club Social y Atlético Guillermo Brown | Puerto Madryn | Chubut       | Liga de fútbol Valle del Chubut |
| Club Villa Mitre                       | Bahía Blanca  | Buenos Aires | Liga del Sur (Bahía Blanca)     |
| Club Rosario Puerto Belgrano           | Punta Alta    | Buenos Aires | Liga del Sur (Bahía Blanca)     |

## Torneo Apertura

### Primera fase

#### Zona Norte

##### Tabla de posiciones
| Pos. | Equipo              | Pts. | PJ | PG | PE | PP | GF | GC | Dif. |
| ---- | ------------------- | ---- | -- | -- | -- | -- | -- | -- | ---- |
| 01.º | Atlético Tucumán    | 38   | 22 | 10 | 8  | 4  | 29 | 18 | 11   |
| 02.º | Talleres (P)        | 36   | 21 | 9  | 9  | 3  | 22 | 14 | 8    |
| 03.º | Ñuñorco             | 35   | 21 | 10 | 5  | 6  | 26 | 19 | 7    |
| 04.º | Gimnasia y Tiro (S) | 33   | 21 | 8  | 9  | 4  | 25 | 14 | 11   |
| 05.º | La Florida          | 32   | 22 | 8  | 8  | 6  | 30 | 22 | 8    |

|  | Clasificado a la Fase final. |
|  | Clasificado a la Reválida.   |

##### Resultados
| Atlético Tucumán | 2 - 0 | La Florida |
| Talleres (P)     | 1 - 2 | Ñuñorco    |

| Ñuñorco    | 1 - 2 | Atlético Tucumán    |
| La Florida | 1 - 0 | Gimnasia y Tiro (S) |

| Gimnasia y Tiro (S) | 1 - 0 | Ñuñorco      |
| Atlético Tucumán    | 2 - 3 | Talleres (P) |

| Talleres (P) | 0 - 0 | Gimnasia y Tiro (S) |
| Ñuñorco      | 2 - 1 | La Florida          |

| Gimnasia y Tiro (S) | 2 - 1 | Atlético Tucumán |
| La Florida          | 2 - 1 | Talleres (P)     |

| La Florida | 0 - 2 | Atlético Tucumán |
| Ñuñorco    | 1 - 0 | Talleres (P)     |

| Gimnasia y Tiro (S) | 2 - 0 | La Florida |
| Atlético Tucumán    | 2 - 0 | Ñuñorco    |

| Talleres (P) | 0 - 0 | Atlético Tucumán    |
| Ñuñorco      | 0 - 1 | Gimnasia y Tiro (S) |

| Gimnasia y Tiro (S) | 2 - 3 | Talleres (P) |
| La Florida          | 0 - 1 | Ñuñorco      |

| Talleres (P)     | 4 - 0 | La Florida          |
| Atlético Tucumán | 4 - 2 | Gimnasia y Tiro (S) |

#### Zona Cuyo
| Pos. | Equipo                       | Pts. | PJ | PG | PE | PP | GF | GC | Dif. |
| ---- | ---------------------------- | ---- | -- | -- | -- | -- | -- | -- | ---- |
| 01.º | Luján de Cuyo                | 21   | 10 | 6  | 3  | 1  | 15 | 9  | 6    |
| 02.º | Desamparados                 | 15   | 10 | 4  | 3  | 3  | 15 | 14 | 1    |
| 03.º | General Paz Juniors          | 12   | 10 | 3  | 3  | 4  | 14 | 13 | 1    |
| 04.º | Juventud Unida Universitario | 9    | 10 | 2  | 3  | 5  | 9  | 14 | −5   |
| 05.º | Independiente Rivadavia      | 4    | 10 | 4  | 1  | 5  | 11 | 11 | 0    |

|  | Clasificado a la Fase final. |
|  | Clasificado a la Reválida.   |

##### Resultados
|  | - |
|  | - |

|  | - |
|  | - |

|  | - |
|  | - |

|  | - |
|  | - |

|  | - |
|  | - |

|  | - |
|  | - |

|  | - |
|  | - |

|  | - |
|  | - |

|  | - |
|  | - |

|  | - |
|  | - |

#### Zona Centro
| Pos. | Equipo                   | Pts. | PJ | PG | PE | PP | GF | GC | Dif. |
| ---- | ------------------------ | ---- | -- | -- | -- | -- | -- | -- | ---- |
| 01.º | Ben Hur                  | 20   | 10 | 6  | 2  | 2  | 15 | 9  | 6    |
| 02.º | Douglas Haig             | 18   | 10 | 5  | 3  | 2  | 19 | 14 | 5    |
| 03.º | Atlético La Candelaria   | 14   | 10 | 4  | 2  | 4  | 14 | 12 | 2    |
| 04.º | Gimnasia y Esgrima (CdU) | 10   | 10 | 2  | 4  | 4  | 10 | 14 | −4   |
| 05.º | Unión (S)                | 8    | 10 | 1  | 5  | 4  | 13 | 21 | −8   |

|  | Clasificado a la Fase final. |
|  | Clasificado a la Reválida.   |

##### Resultados
|  | - |
|  | - |

|  | - |
|  | - |

|  | - |
|  | - |

|  | - |
|  | - |

|  | - |
|  | - |

|  | - |
|  | - |

|  | - |
|  | - |

|  | - |
|  | - |

|  | - |
|  | - |

|  | - |
|  | - |

#### Zona Sur

##### Tabla de posiciones
| Pos. | Equipo                  | Pts. | PJ | PG | PE | PP | GF | GC | Dif. |
| ---- | ----------------------- | ---- | -- | -- | -- | -- | -- | -- | ---- |
| 01.º | Cipolletti              | 18   | 10 | 5  | 3  | 2  | 13 | 10 | 3    |
| 02.º | Aldosivi                | 14   | 10 | 3  | 5  | 2  | 17 | 14 | 3    |
| 03.º | Guillermo Brown         | 13   | 10 | 3  | 4  | 3  | 10 | 10 | 0    |
| 04.º | Villa Mitre             | 11   | 10 | 2  | 5  | 3  | 16 | 15 | 1    |
| 05.º | Rosario Puerto Belgrano | 8    | 10 | 2  | 2  | 6  | 9  | 19 | −10  |

|  | Clasificado a la Fase final. |
|  | Clasificado a la Reválida.   |

##### Resultados
|  | - |
|  | - |

|  | - |
|  | - |

|  | - |
|  | - |

|  | - |
|  | - |

|  | - |
|  | - |

|  | - |
|  | - |

|  | - |
|  | - |

|  | - |
|  | - |

|  | - |
|  | - |

|  | - |
|  | - |

### Fase final
|  | Cuartos de final | Cuartos de final | Cuartos de final |      |                  | Semifinales | Semifinales | Semifinales |  |  | Final        | Final        | Final        |
|  | 20/11 al 28/11   | 20/11 al 28/11   | 20/11 al 28/11   |      |                  | 1/12 y 5/12 | 1/12 y 5/12 | 1/12 y 5/12 |  |  | 8/12 y 12/12 | 8/12 y 12/12 | 8/12 y 12/12 |
|  |                  |                  |                  |      |                  |             |             |             |  |  |              |              |              |
|  | Desamparados     | 2                | 1                |      |                  |             |             |             |  |  |              |              |              |
|  | Cipolletti       | 0                | 0                |      |                  |             |             |             |  |  |              |              |              |
|  | Cipolletti       | 0                | 0                |      | Desamparados (p) | 1           | 0(5)        |             |  |  |              |              |              |
|  |                  |                  |                  |      | Desamparados (p) | 1           | 0(5)        |             |  |  |              |              |              |
|  |                  | Luján de Cuyo    | 0                | 1(4) |                  |             |             |             |  |  |              |              |              |
|  | Aldosivi         | Luján de Cuyo    | 0                | 1(4) | 0                | 1           |             |             |  |  |              |              |              |
|  | Aldosivi         |                  |                  |      | 0                | 1           |             |             |  |  |              |              |              |
|  | Luján de Cuyo    | 1                | 3                |      |                  |             |             |             |  |  |              |              |              |
|  |                  |                  |                  |      |                  |             |             |             |  |  | Desamparados | 0            | 0            |
|  |                  |                  | Ben Hur          | 1    | 3                |             |             |             |  |  |              |              |              |
|  | Talleres         | 0                | 1                |      |                  |             |             |             |  |  |              |              |              |
|  | Ben Hur          | 1                | 3                |      |                  |             |             |             |  |  |              |              |              |
|  | Ben Hur          | 1                | 3                |      | Ben Hur          | 2           | 2           |             |  |  |              |              |              |
|  |                  |                  |                  |      | Ben Hur          | 2           | 2           |             |  |  |              |              |              |
|  |                  | Atlético Tucumán | 1                | 2    |                  |             |             |             |  |  |              |              |              |
|  | Douglas Haig     | Atlético Tucumán | 1                | 2    | 3                | 0           |             |             |  |  |              |              |              |
|  | Douglas Haig     |                  |                  |      | 3                | 0           |             |             |  |  |              |              |              |
|  | Atlético Tucumán | 1                | 4                |      |                  |             |             |             |  |  |              |              |              |

Ben Hur se consagró campeón del Torneo Apertura.

### Reválida
| Local - Ida              | Local - Vuelta      | Ida   | Vuelta |
| ------------------------ | ------------------- | ----- | ------ |
| Gimnasia y Esgrima (CdU) | Gimnasia y Tiro (S) | 2 - 2 | 0 - 3  |
| Ñuñorco                  | Atl. Candelaria     | 1 - 1 | 1 - 3  |
| Juventud Unida           | Guillermo Brown     | 2 - 0 | 1 - 5  |
| General Paz Juniors      | Villa Mitre         | 4 - 1 | 6 - 1  |

| Local - Ida         | Local - Vuelta | Ida   | Vuelta      |
| ------------------- | -------------- | ----- | ----------- |
| Guillermo Brown     | Cipolletti     | 4 - 0 | 1 - 1       |
| Atl. Candelaria     | Talleres (P)   | 0 - 0 | 0(5) - 0(3) |
| General Paz Juniors | Aldosivi       | 1 - 0 | 1 - 1       |
| Gimnasia y Tiro (S) | Douglas Haig   | 0 - 0 | 1(2) - 1(1) |

| Local - Ida         | Local - Vuelta  | Ida   | Vuelta      |
| ------------------- | --------------- | ----- | ----------- |
| Guillermo Brown     | Atl. Candelaria | 2 - 1 | 2 - 4       |
| General Paz Juniors | Luján de Cuyo   | 2 - 1 | 0 - 3       |
| Gimnasia y Tiro (S) | Atlético (T)    | 4 - 0 | 2(2) - 6(4) |

|  | Semifinales     | Semifinales   | Semifinales   |   |                 | Final         | Final         | Final         |  |
|  | 15/12 y 18/12   | 15/12 y 18/12 | 15/12 y 18/12 |   |                 | 22/12 y 26/12 | 22/12 y 26/12 | 22/12 y 26/12 |  |
|  |                 |               |               |   |                 |               |               |               |  |
|  |                 |               |               |   |                 |               |               |               |  |
|  | Atlético (T)    | 0             | 0             |   |                 |               |               |               |  |
|  | Atlético (T)    | 0             | 0             |   |                 |               |               |               |  |
|  | Luján de Cuyo   | 0             | 1             |   |                 |               |               |               |  |
|  | Luján de Cuyo   | 0             | 1             |   | Atl. Candelaria | 1             | 0             |               |  |
|  |                 |               |               |   | Atl. Candelaria | 1             | 0             |               |  |
|  |                 |               | Luján de Cuyo | 0 | 2               |               |               |               |  |
|  | Atl. Candelaria | 2             | Luján de Cuyo | 0 | 2               | 2             |               |               |  |
|  | Atl. Candelaria | 2             |               |   |                 | 2             |               |               |  |
|  | Desamparados    | 2             | 1             |   |                 |               |               |               |  |
|  | Desamparados    | 2             | 1             |   |                 |               |               |               |  |
|  |                 |               |               |   |                 |               |               |               |  |

## Torneo Clausura

### Primera fase

#### Zonas Sur y Cuyo
| Equipo                  | Pts | PJ | PG | PE | PP | GF | GC | Dif |
| ----------------------- | --- | -- | -- | -- | -- | -- | -- | --- |
| Aldosivi                | 18  | 10 | 5  | 3  | 2  | 15 | 6  | 9   |
| Guillermo Brown         | 18  | 10 | 6  | 0  | 4  | 16 | 17 | -1  |
| Cipolletti              | 12  | 10 | 3  | 3  | 4  | 17 | 15 | 2   |
| Villa Mitre             | 11  | 10 | 3  | 2  | 5  | 16 | 20 | -4  |
| Rosario Puerto Belgrano | 7   | 10 | 2  | 1  | 7  | 10 | 23 | -13 |

| Equipo                  | Pts | PJ | PG | PE | PP | GF | GC | Dif |
| ----------------------- | --- | -- | -- | -- | -- | -- | -- | --- |
| Luján de Cuyo           | 18  | 10 | 5  | 3  | 2  | 16 | 9  | 7   |
| Juventud Unida          | 16  | 10 | 4  | 4  | 2  | 13 | 10 | 3   |
| Desamparados            | 15  | 10 | 4  | 3  | 3  | 18 | 11 | 7   |
| Independiente Rivadavia | 12  | 10 | 3  | 3  | 4  | 13 | 14 | -1  |
| General Paz Juniors     | 10  | 10 | 3  | 1  | 6  | 8  | 17 | -9  |

| A la Fase final |
| A la Reválida   |

#### Zonas Centro y Norte
| Equipo                   | Pts | PJ | PG | PE | PP | GF | GC | Dif |
| ------------------------ | --- | -- | -- | -- | -- | -- | -- | --- |
| Unión (S)                | 20  | 10 | 6  | 2  | 2  | 20 | 12 | 8   |
| Douglas Haig             | 18  | 10 | 5  | 3  | 2  | 21 | 12 | 9   |
| Ben Hur                  | 16  | 10 | 4  | 4  | 2  | 17 | 10 | 7   |
| Atl. Candelaria          | 10  | 10 | 3  | 1  | 6  | 13 | 19 | -6  |
| Gimnasia y Esgrima (CdU) | 8   | 10 | 2  | 2  | 6  | 10 | 21 | -11 |

| Equipo           | Pts | PJ | PG | PE | PP | GF | GC | Dif |
| ---------------- | --- | -- | -- | -- | -- | -- | -- | --- |
| Atlético Tucumán | 20  | 10 | 6  | 2  | 2  | 17 | 12 | 5   |
| La Florida       | 16  | 10 | 4  | 4  | 2  | 13 | 8  | 5   |
| Ñuñorco          | 12  | 10 | 3  | 3  | 4  | 16 | 21 | -5  |
| Gimnasia y Tiro  | 8   | 10 | 1  | 5  | 4  | 12 | 16 | -4  |
| Talleres (P)     | 8   | 10 | 2  | 2  | 6  | 9  | 19 | -10 |

| A la Fase final |
| A la Reválida   |

### Fase final
|  | Cuartos de final | Cuartos de final | Cuartos de final |   |                  | Semifinales | Semifinales | Semifinales |  |  | Final      | Final      | Final      |
|  | 27/3 y 3/4       | 27/3 y 3/4       | 27/3 y 3/4       |   |                  | 10/4 y 17/4 | 10/4 y 17/4 | 10/4 y 17/4 |  |  | 24/4 y 1/5 | 24/4 y 1/5 | 24/4 y 1/5 |
|  |                  |                  |                  |   |                  |             |             |             |  |  |            |            |            |
|  | Guillermo Brown  | 1                | 1                |   |                  |             |             |             |  |  |            |            |            |
|  | Luján de Cuyo    | 0                | 3                |   |                  |             |             |             |  |  |            |            |            |
|  | Luján de Cuyo    | 0                | 3                |   | Luján de Cuyo    | 1           | 1           |             |  |  |            |            |            |
|  |                  |                  |                  |   | Luján de Cuyo    | 1           | 1           |             |  |  |            |            |            |
|  |                  | Aldosivi         | 2                | 3 |                  |             |             |             |  |  |            |            |            |
|  | Juventud Unida   | Aldosivi         | 2                | 3 | 1                | 2           |             |             |  |  |            |            |            |
|  | Juventud Unida   |                  |                  |   | 1                | 2           |             |             |  |  |            |            |            |
|  | Aldosivi         | 0                | 5                |   |                  |             |             |             |  |  |            |            |            |
|  |                  |                  |                  |   |                  |             |             |             |  |  | Aldosivi   | 3          | 2          |
|  |                  |                  | Unión (S)        | 0 | 2                |             |             |             |  |  |            |            |            |
|  | Douglas Haig     | 1                | 0                |   |                  |             |             |             |  |  |            |            |            |
|  | Atlético Tucumán | 1                | 3                |   |                  |             |             |             |  |  |            |            |            |
|  | Atlético Tucumán | 1                | 3                |   | Atlético Tucumán | 2           | 0           |             |  |  |            |            |            |
|  |                  |                  |                  |   | Atlético Tucumán | 2           | 0           |             |  |  |            |            |            |
|  |                  | Unión (S)        | 3                | 1 |                  |             |             |             |  |  |            |            |            |
|  | La Florida       | Unión (S)        | 3                | 1 | 3                | 0(2)        |             |             |  |  |            |            |            |
|  | La Florida       |                  |                  |   | 3                | 0(2)        |             |             |  |  |            |            |            |
|  | Unión (S) (p)    | 1                | 2 (3)            |   |                  |             |             |             |  |  |            |            |            |

Aldosivi se consagró campeón del Torneo Clausura.

### Reválida
| Local - Ida         | Local - Vuelta | Ida   | Vuelta      |
| ------------------- | -------------- | ----- | ----------- |
| Villa Mitre         | Desamparados   | 2 - 0 | 0 - 3       |
| General Paz Juniors | Cipolletti     | 4 - 3 | 2(4) - 3(2) |
| Atl. Candelaria     | Ñuñorco        | 1 - 1 | 1 - 3       |
| Talleres (P)        | Ben Hur        | 2 - 1 | 0 - 5       |

| Local - Ida         | Local - Vuelta  | Ida   | Vuelta      |
| ------------------- | --------------- | ----- | ----------- |
| Ben Hur             | La Florida      | 2 - 0 | 1(4) - 3(2) |
| Ñuñorco             | Douglas Haig    | 1 - 1 | 0 - 4       |
| Desamparados        | Guillermo Brown | 3 - 0 | 2(3) - 5(2) |
| General Paz Juniors | Juventud Unida  | 0 - 1 | 1 - 1       |

| Local - Ida    | Local - Vuelta | Ida   | Vuelta      |
| -------------- | -------------- | ----- | ----------- |
| Ben Hur        | Atlético (T)   | 1 - 2 | 2 - 5       |
| Desamparados   | Luján de Cuyo  | 0 - 0 | 0 - 1       |
| Juventud Unida | Douglas Haig   | 4 - 3 | 0(3) - 1(4) |

|  | Semifinales      | Semifinales | Semifinales   |   |                  | Final       | Final       | Final       |  |
|  | 7/5 y 14/5       | 7/5 y 14/5  | 7/5 y 14/5    |   |                  | 21/5 y 28/5 | 21/5 y 28/5 | 21/5 y 28/5 |  |
|  |                  |             |               |   |                  |             |             |             |  |
|  |                  |             |               |   |                  |             |             |             |  |
|  | Douglas Haig     | 3           | 1             |   |                  |             |             |             |  |
|  | Douglas Haig     | 3           | 1             |   |                  |             |             |             |  |
|  | Unión (S)        | 0           | 2             |   |                  |             |             |             |  |
|  | Unión (S)        | 0           | 2             |   | Douglas Haig (p) | 0           | 2(4)        |             |  |
|  |                  |             |               |   | Douglas Haig (p) | 0           | 2(4)        |             |  |
|  |                  |             | Luján de Cuyo | 0 | 2(2)             |             |             |             |  |
|  | Luján de Cuyo(p) | 0           | Luján de Cuyo | 0 | 2(2)             | 2(4)        |             |             |  |
|  | Luján de Cuyo(p) | 0           |               |   |                  | 2(4)        |             |             |  |
|  | Atlético (T)     | 0           | 2(2)          |   |                  |             |             |             |  |
|  | Atlético (T)     | 0           | 2(2)          |   |                  |             |             |             |  |
|  |                  |             |               |   |                  |             |             |             |  |

## Permanencia

### Tablas de descensos
| Equipo                  | Pts | PJ | PG | PE | PP | GF | GC | Dif |
| ----------------------- | --- | -- | -- | -- | -- | -- | -- | --- |
| Aldosivi                | 32  | 20 | 8  | 8  | 4  | 32 | 20 | 8   |
| Guillermo Brown         | 31  | 20 | 9  | 4  | 7  | 26 | 27 | -1  |
| Cipolletti              | 30  | 20 | 8  | 6  | 6  | 30 | 25 | -5  |
| Villa Mitre             | 22  | 20 | 5  | 7  | 8  | 32 | 35 | -3  |
| Rosario Puerto Belgrano | 15  | 20 | 4  | 3  | 13 | 19 | 43 | -24 |

| Equipo                  | Pts | PJ | PG | PE | PP | GF | GC | Dif |
| ----------------------- | --- | -- | -- | -- | -- | -- | -- | --- |
| Luján de Cuyo           | 39  | 20 | 11 | 6  | 3  | 31 | 18 | 13  |
| Desamparados            | 30  | 20 | 8  | 6  | 6  | 33 | 25 | 8   |
| Juventud Unida          | 25  | 20 | 6  | 7  | 7  | 22 | 24 | -2  |
| General Paz Juniors     | 22  | 20 | 6  | 4  | 10 | 22 | 30 | -8  |
| Independiente Rivadavia | 16  | 20 | 7  | 4  | 9  | 24 | 25 | -1  |

| Equipo                   | Pts | PJ | PG | PE | PP | GF | GC | Dif |
| ------------------------ | --- | -- | -- | -- | -- | -- | -- | --- |
| Douglas Haig             | 36  | 20 | 10 | 6  | 4  | 40 | 26 | 14  |
| Ben Hur                  | 36  | 20 | 10 | 6  | 4  | 32 | 19 | 13  |
| Unión (S)                | 28  | 20 | 7  | 7  | 6  | 33 | 32 | 1   |
| Atl. Candelaria          | 24  | 20 | 7  | 3  | 10 | 27 | 31 | -4  |
| Gimnasia y Esgrima (CdU) | 18  | 20 | 4  | 6  | 10 | 20 | 35 | -15 |

| Equipo              | Pts | PJ | PG | PE | PP | GF | GC | Dif |
| ------------------- | --- | -- | -- | -- | -- | -- | -- | --- |
| Atlético (T)        | 40  | 20 | 12 | 4  | 4  | 37 | 22 | 15  |
| La Florida          | 25  | 20 | 7  | 4  | 9  | 19 | 24 | -5  |
| Ñuñorco             | 25  | 20 | 7  | 4  | 9  | 24 | 31 | -7  |
| Talleres (P)        | 22  | 20 | 6  | 4  | 10 | 24 | 29 | -5  |
| Gimnasia y Tiro (S) | 21  | 20 | 5  | 6  | 9  | 23 | 30 | -7  |

| Juega por la permanencia |

### Partidos por la Permanencia
| Local                                                   | Resultado | Visitante               | Estadio             | Fecha               |
| ------------------------------------------------------- | --------- | ----------------------- | ------------------- | ------------------- |
| Rosario Puerto Belgrano                                 | 0 - 0     | Independiente Rivadavia | Coloso de Cemento   | 3 de abril de 2005  |
| Independiente Rivadavia                                 | 2 - 0     | Rosario Puerto Belgrano | Bautista Gargantini | 10 de abril de 2005 |
| Independiente Rivadavia juega la Promoción              |           |                         |                     |                     |
| Rosario Puerto Belgrano desciende al Torneo Argentino B |           |                         |                     |                     |

| Local                                               | Resultado | Visitante                | Estadio              | Fecha               |
| --------------------------------------------------- | --------- | ------------------------ | -------------------- | ------------------- |
| Gimnasia y Esgrima (CdU)                            | 8 - 0     | Gimnasia y Tiro (S)      | Manuel y Ramón Núñez | 3 de abril de 2005  |
| Gimnasia y Tiro (S)                                 | 0 - 0     | Gimnasia y Esgrima (CdU) | Gigante del Norte    | 10 de abril de 2005 |
| Gimnasia y Esgrima (CdU) juega la Promoción         |           |                          |                      |                     |
| Gimnasia y Tiro (S) desciende al Torneo Argentino B |           |                          |                      |                     |

## Final
Las final del Torneo Argentino A tuvo lugar los días 7 y 14 de mayo, donde se enfrentaron los campeones del Apertura 2004 y Clausura 2005.
| Aldosivi                                                                                     | 1 - 1 | Ben Hur  | José María Minella | 7 de mayo de 2005  |
| Ben Hur                                                                                      | 4 - 1 | Aldosivi | Parque             | 14 de mayo de 2005 |
| Ben Hur se consagró campeón con un global de 5-2 y ascendió a la Primera B Nacional 2005/06. |       |          |                    |                    |

|                             |
|                             |
| Campeón Ben Hur 1.er título |

## Fase por la promoción
En ésta instancia se enfrentaron los ganadores de la Reválida del Apertura y del Clausura; el vencedor se clasificó a la final de la fase por un lugar en la promoción.
| Douglas Haig                                 | 1 - 2 | Luján de Cuyo | Miguel Morales | 1 de junio de 2005 |
| Luján de Cuyo                                | 3 - 2 | Douglas Haig  |                | 5 de junio de 2005 |
| Luján de Cuyo clasificó con un global de 5-3 |       |               |                |                    |

El vencedor de la semifinal se enfrentó al subcampeón Aldosivi, el vencedor jugará la promoción contra un equipo de la B Nacional 2004/05.
| Luján de Cuyo                | 1 - 1            | Aldosivi      |                    | 12 de junio de 2005 |
| Aldosivi                     | 1 - 1 Pen. 4 - 1 | Luján de Cuyo | José María Minella | 19 de junio de 2005 |
| Aldosivi juega la promoción. |                  |               |                    |                     |

## Promociones

### Primera B Nacional - Torneo Argentino A
| Aldosivi                                                  | 1 - 0 | Racing (C) | José María Minella | 3 de julio de 2005 |
| Racing (C)                                                | 2 - 3 | Aldosivi   | Miguel Sancho      | 9 de julio de 2005 |
| Aldosivi asciende a la B Nacional con un global de 4 - 2. |       |            |                    |                    |

### Torneo Argentino A – Torneo Argentino B
| Juventud (Pergamino)                                                | 0 - 1 | Independiente Rivadavia | Fernando Bello (Argentino de Pergamino) | 19 de junio de 2005 |
| Independiente Rivadavia                                             | 3 - 0 | Juventud (Pergamino)    | Bautista Gargantini                     | 26 de junio de 2005 |
| Independiente Rivadavia conserva la categoría con un global de 4-0. |       |                         |                                         |                     |

| Real Arroyo Seco                                                     | 0 – 1 | Gimnasia y Esgrima (CdU) | José Omar Pastoriza  | 19 de junio de 2005 |
| Gimnasia y Esgrima (CdU)                                             | 0 - 0 | Real Arroyo Seco         | Manuel y Ramón Núñez | 3 de julio de 2005  |
| Gimnasia y Esgrima (CdU) conserva la categoría con un global de 1-0. |       |                          |                      |                     |